# Kenneth Zohore
Kenneth Zohore (Copenhague, Jutlandia, 31 de enero de 1994) es un futbolista danés. Juega de delantero y su equipo es el Fremad Amager de la Segunda División de Dinamarca.

## Trayectoria
Kenneth Zohore nace en una familia de talentos de fútbol. Padre de Kenneth Zohore es el primo del exdelantero del Chelsea estrella Didier Drogba.
Zohore fue promovido a la selección sub-19 ya partir de la edad de 15 años, a partir del otoño de 2009. Además Zohore va a entrenar con el primer equipo tres veces por semana.Se incorporó el campamento del primer equipo de la formación en Marbella, España el 2 de febrero de 2010 junto con Thobias Skovgaard.
El 7 de marzo de 2010 hizo su debut con el primer equipo, siendo sólo 16 años y 35 días de edad, se convirtió en el jugador más joven en hacer cada vez su debut en la Superliga danesa. Sustituyó a César Santin en el minuto 73 en una victoria por 5-0 contra el AGF. El 30 de octubre de 2010, Zohore anotó su primer gol para el FC Copenhague en la Superliga danesa contra Lyngby Boldklub. Él es el segundo goleador más joven nunca en la Superliga danesa, después de Mads Beierholm.
El 20 de octubre de 2010, Kenneth Zohore hizo su primera UEFA Champions League comparecencia en el FC Copenhague jugando el FC Barcelona en el Camp Nou. El delantero de 16 años, sustituye a César Santin en el minuto 74 del juego.
El 16 de marzo, hizo una aparición en el Chelsea vs Copenhague. Fue uno de los jugadores más jóvenes en jugar en la Liga de Campeones. Anteriormente ha sido juzgado en el Chelsea y el Inter de Milán.
El 31 de enero de 2012, el FC Copenhague, anunció que Zohore fue firmado por el italiano lado de la ACF Fiorentina. Llevaba No.18 camisa.
En verano de 2013 fue prestado al club danés Brøndby IF llevando la camiseta No.11 en su camisa.

## Clubes
| Club                       | País       | Año       |
| -------------------------- | ---------- | --------- |
| F. C. Copenhague           | Dinamarca  | 2010-2012 |
| ACF Fiorentina             | Italia     | 2012-2015 |
| Brøndby IF (cedido)        | Dinamarca  | 2013-2014 |
| IFK Göteborg (cedido)      | Suecia     | 2014      |
| Odense BK                  | Dinamarca  | 2015-2016 |
| K. V. Kortrijk             | Bélgica    | 2016      |
| Cardiff City F. C.         | Gales      | 2016-2019 |
| West Bromwich Albion F. C. | Inglaterra | 2019-2023 |
| Millwall F. C. (cedido)    | Inglaterra | 2020-2021 |
| Odense BK                  | Dinamarca  | 2023      |
| Śląsk Wrocław              | Polonia    | 2023-2024 |
| Fremad Amager              | Dinamarca  | 2025-     |